# Umeboshi Rock
Der Umeboshi Rock (japanisch 梅干岩 Umeboshi-iwa, deutsch ‚Salzpflaumenfelsen‘; norwegisch Sviskenuten ‚Trockenpflaumenhügel‘) ist ein Felsvorsprung an der Kronprinz-Olav-Küste im ostantarktischen Königin-Maud-Land. Er ragt 6 km ostnordöstlich des Akebono Rock auf.
Luftaufnahmen und Vermessungen einer von 1957 bis 1962 dauernden japanischen Antarktisexpedition dienten seiner Kartierung. Japanische Wissenschaftler nahmen auch 1963 die deskriptive Benennung vor, die das Advisory Committee on Antarctic Names 1968 in einer Teilübersetzung ins Englische übertrug.